# Santa Croce in via Flaminia (titre cardinalice)
Le titre cardinalice de Santa Croce in via Flaminia (Sainte-Croix voie Flaminienne) a été institué le 5 février 1965 par le pape Paul VI, par la constitution apostolique Omnibus quidem. Le titre est attaché à la Basilique Santa Croce a Via Flaminia située dans le quartier Flaminio au nord de Rome.

## Liste des titulaires du titre
- Josef Beran (1965-1969)
- Bolesław Kominek (1973-1974)
- William Wakefield Baum (1976- 2015)
- Sérgio da Rocha (2016-)